# El Ocote, Jesús María
El Ocote är en ort i Mexiko.   Den ligger i kommunen Jesús María och delstaten Jalisco, i den centrala delen av landet, 300 km väster om huvudstaden Mexico City. El Ocote ligger 2 228 meter över havet och antalet invånare är 159.
Terrängen runt El Ocote är kuperad österut, men västerut är den platt. Runt El Ocote är det ganska glesbefolkat, med 28 invånare per kvadratkilometer. Närmaste större samhälle är Ciudad Manuel Doblado, 18,2 km öster om El Ocote. I omgivningarna runt El Ocote växer huvudsakligen savannskog.